# Albatross (Fleetwood Mac e Christine McVie)
Albatross è uno split album pubblicato nel 1977 per la CBS dai Fleetwood Mac e da Christine Perfect meglio conosciuta come Christine McVie.
Contiene registrazioni effettuate tra il 1967 ed il 1969 quando Christine Perfect era la cantante del gruppo dei Chicken Shack.

## Tracce

### Lato A (Fleetwood Mac)
1. Albatross	3:10
2. Rambling Pony	2:40
3. I Believe My Time Ain't Long	2:55
4. Doctor Brown	3:44
5. Stop Messin' Round	2:18
6. Love That Burns	5:02
7. Jigsaw Puzzle Blues	1:33
8. Need Your Love Tonight	3:27

### Lato B (Christine Perfect)
1. I'd Rather Go Blind	3:14
2. Crazy 'Bout You Baby	3:01
3. And That's Saying A Lot	2:57
4. I'm On My Way	3:08
5. No Road Is The Right Road	2:48
6. Let Me Go (Leave Me Alone)	3:33
7. I'm Too Far Gone (To Turn Around)	3:25
8. When You Say	3:14